# 立命館大学経営学部

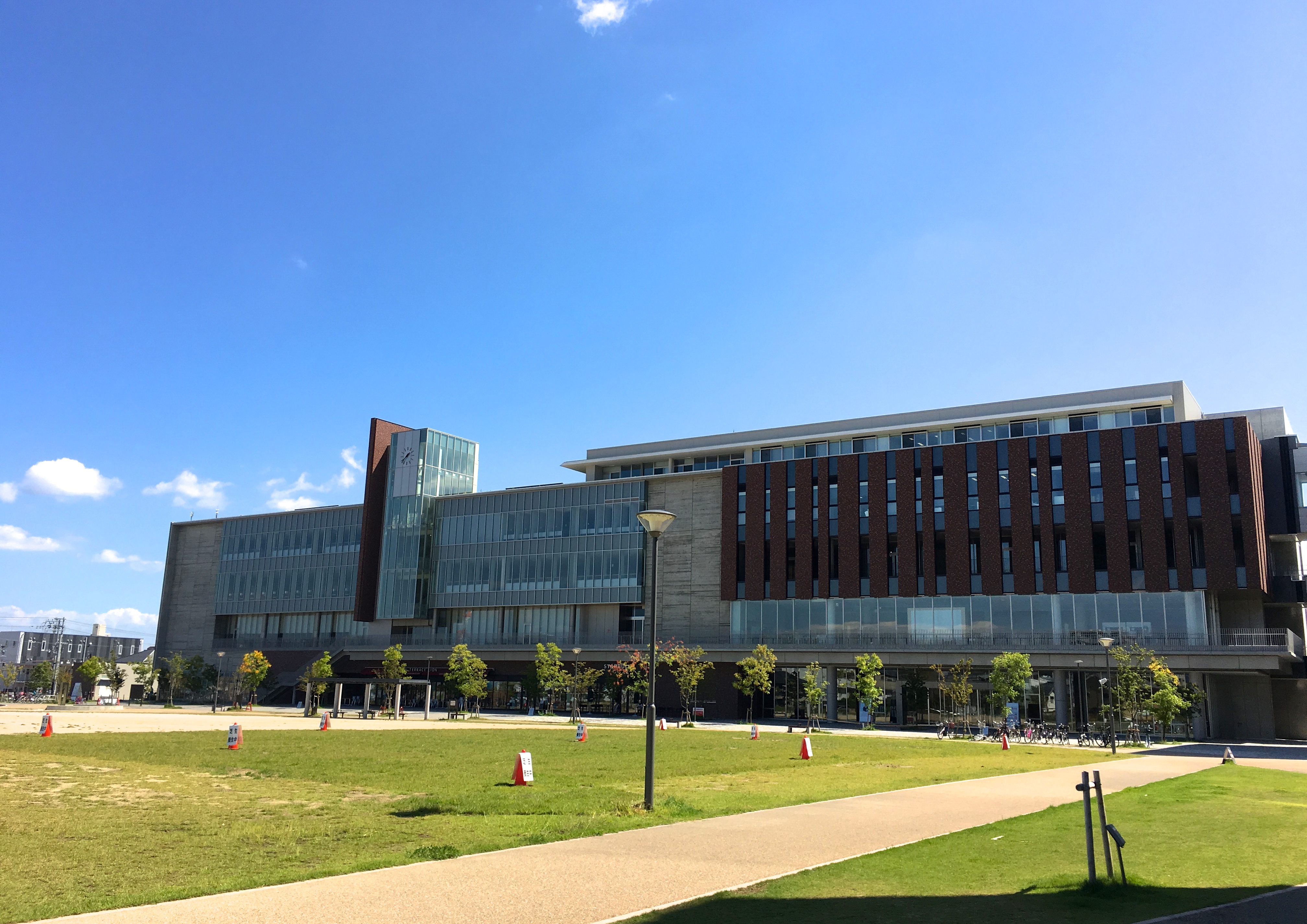
大阪いばらきキャンパスB棟

立命館大学経営学部（りつめいかんだいがくけいえいがくぶ、英称:College of Business Administration）は、立命館大学に設置されている経営学部である。また、立命館大学大学院経営学研究科（りつめいかんだいがくだいがくいん けいえいがくけんきゅうか）は立命館大学大学院に設置されている経営学研究科である。
キャンパスは立命館大学大阪いばらきキャンパス（OIC）。

## 概要

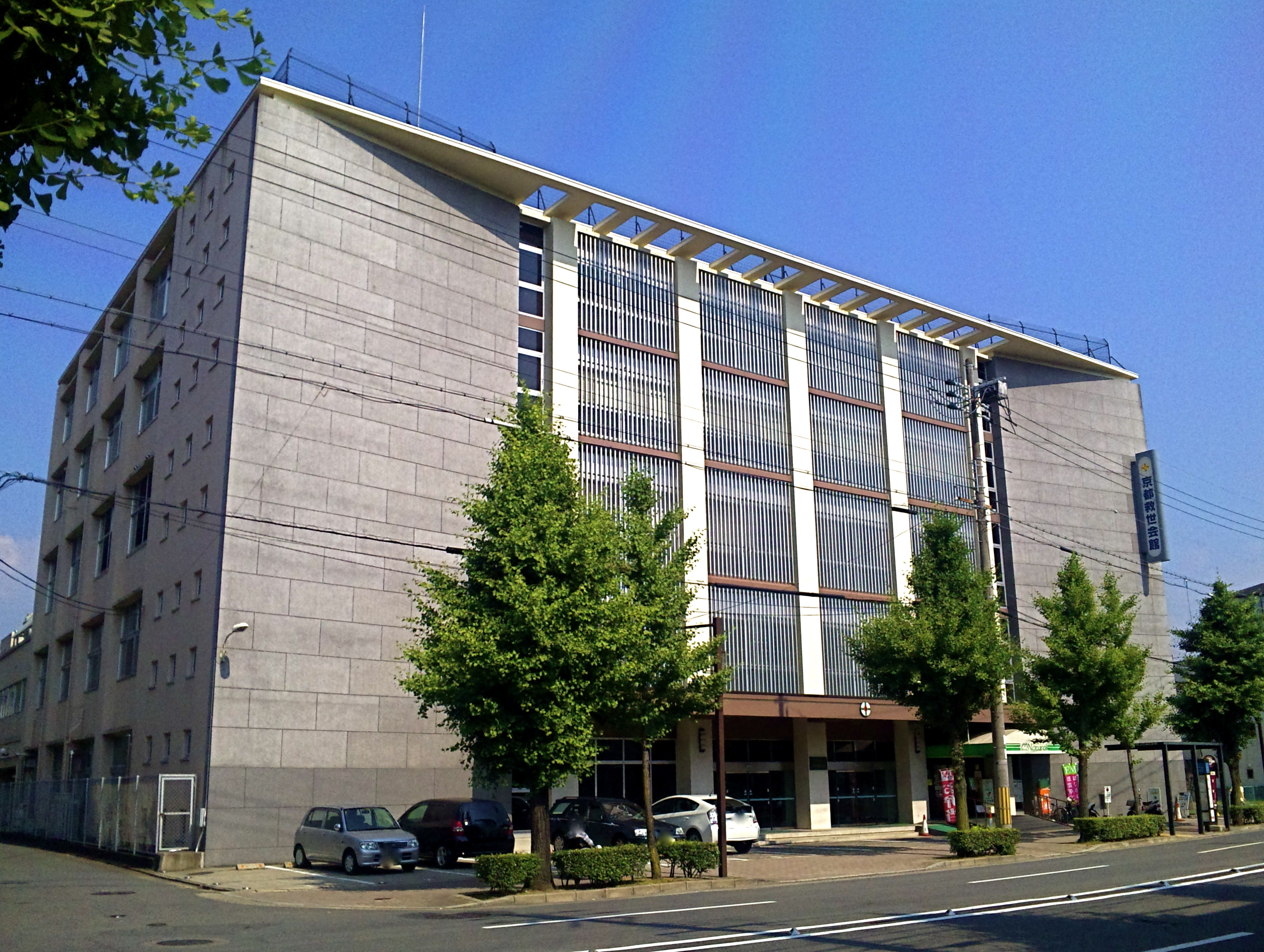
恒心館
（広小路時代の経営学部校舎）

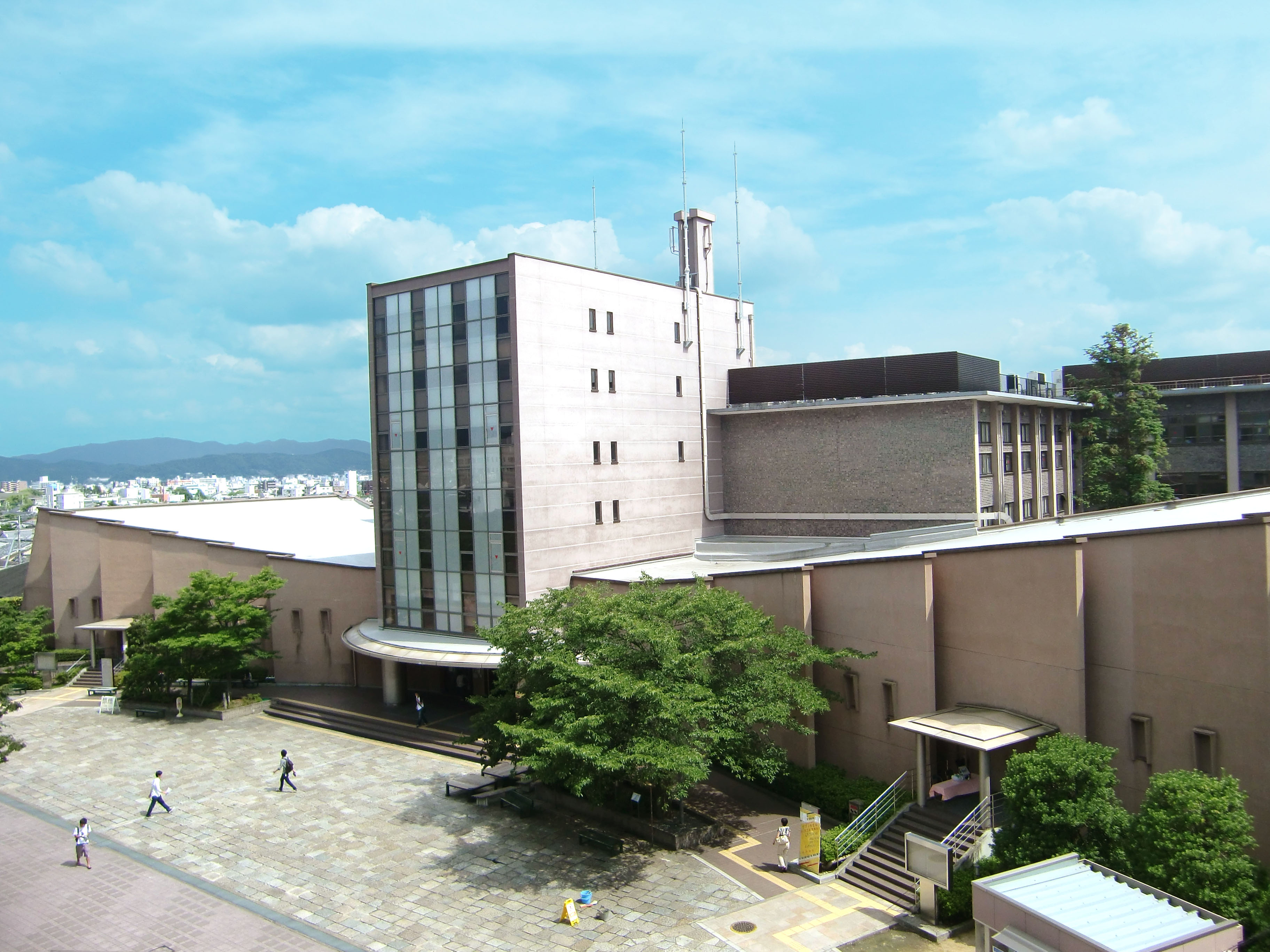
以学館
（衣笠時代の経営学部校舎）

立命館大学経営学部は高度経済成長期の1962年に「広小路キャンパス」で設立された。この時の学部理念は「経済学を基礎とした経営学」である。1996年には新しい学部理念「ビジネスを発見し、ビジネスを創造する経営学」を掲げ、1998年に「びわこ・くさつキャンパス」に移転した。
2006年に国際経営学科が新設され、2015年には「大阪いばらきキャンパス」に移転した。
立命館大学経営学部は、4年間を通じた小集団ゼミを重要視し、専門のカリキュラムは、入門科目、学科・コースの基礎、展開科目（国際経営、組織、戦略、マーケティング、会計・ファイナンス）という順序で系統的に学んでいく。
経営学科では、組織コース、戦略コース、マーケティングコース、会計・ファイナンスコースの4つのコースを用意して、学生はその専門分野を深く学んでいく。
国際経営学科では、グローバルで活躍できるような英語力の向上を目指し、大学1年では、英語の4技能のスキルを習得し、大学2年以降はは、海外留学を目指したアカデミック英語と、グローバルビジネスでの活躍を目指したビジネス英語を学んでいく。また、英語で講義が行われる経営学分野の科目を多く用意している。
「会計キャリアプログラム」では、公認会計士や税理士、米国公認会計士（USCPA）などの会計プロフェッショナルを志望する学生、または、コンサルタント会社や大企業の経理・財務部門、IR（金融機関・投資家対象の広報活動）部門にを目指す人、将来的にCFO（最高財務責任者）を目指す人向けに、専門的な高度な授業を用意している。
2022年から、卒業論文、あるいは、ビジネスレポートの作成を、経営学部の卒業要件とした。
同じキャンパスには、経営学部のほかに、政策科学部、総合心理学部、グローバル教養学部がある。

## 沿革
- 1962年 立命館大学に経営学部を設置[2]。
- 1964年 二部経営学部を設置[2]。
- 1965年 衣笠キャンパスに移転[2]。
- 1998年 びわこ・くさつキャンパス（BKC）に移転[2]。
- 2006年 国際経営学科を設置[2]。
- 2015年 大阪いばらきキャンパス（OIC）に移転[4]。

## 学部・学科
- 経営学部
  - 経営学科[5]
  - 国際経営学科[5]
- 入学定員825人[5]

## 交通アクセス
大阪いばらきキャンパス
所在地：大阪府茨木市岩倉町2-150
- JR「茨木駅」から、徒歩約5分

- 阪急電鉄「南茨木駅」から、徒歩約10分

- 大阪モノレール「宇野辺駅」から、徒歩約7分

## 著名な出身者

### 政治
- 山名靖英 - 元総務大臣政務官、元京都府議会議員
- 長尾敬 - 衆議院議員
- 隈元新 - 伊佐市長、元大口市議会議員
- 冨田裕樹 - 元池田市長、元池田市議会議員
- 栗駒栄一 - 元堺市議会議員

### 経済
- 味澤将宏 - フェイスブック日本法人代表取締役
- 垣内俊哉 - ミライロ創業者・社長、Japan Venture Awards 2018 経済産業大臣賞
- 滝下信夫 - のぶちゃんマン社長
- 分林保弘 - 日本M&Aセンター創業者・会長

### 研究
- 石崎祥之 - 観光学、立命館大学教授
- 上總康行 - 会計学、京都大学名誉教授
- にしゃんた - 社会学、羽衣国際大学教授
- 山口憲 - 能装束研究、山口能装束研究所所長、日本伝統文化振興賞、外務大臣表彰

### 芸能
- 桂塩鯛 - 落語家、文化庁芸術祭賞最優秀賞、大阪舞台芸術奨励賞
- 横山プリン - タレント、フリーライター
- 伊丹章 - タレント
- 岡村隆史 ‐ お笑いタレント（中退）
- 吉田雄樹 - 俳優
- 佐々木梅治 - 俳優、声優
- 菊地瞳 - 声優
- 山口ひろみ - 演歌歌手

### アナウンサー
- 久保さち子 - 岡山放送アナウンサー
- 竹内優美 - フリーアナウンサー

### スポーツ
- 長谷川滋利 - 野球選手、元東京ヤクルトスワローズ監督、元日本プロ野球選手会会長
- 林忠良 - 野球審判、元パシフィック・リーグ審判部副部長
- 永井奈都 - ゴルフ選手、2012年マンシングウェアレディース東海クラシック優勝
- 木下典明 - アメリカンフットボール選手、CENTRALディビジョン新人賞、JAPAN X BOWL MVP
- 礒谷幸始 - アメリカンフットボール選手、元IBMビッグブルーチームキャプテン
- 高田鉄男 - アメリカンフットボール選手、元アメリカンフットボール・ワールドカップ日本代表
- 小島一恵 - 陸上選手、皇后盃全国都道府県対抗女子駅伝競走大会7区区間賞
- 米田容子 - シンクロナイズドスイミング選手、アテネオリンピックシンクロナイズドスイミングチーム銀メダル
- 北尾佳奈子 - シンクロナイズドスイミング選手、アテネオリンピックシンクロナイズドスイミングチーム銀メダル
- 藤井来夏 - シンクロナイズドスイミング選手、シドニーオリンピックシンクロナイズドスイミングチーム銀メダル
- 寺地永 - ボクサー、元日本ミドル級王者、東洋太平洋ボクシング連盟東洋太平洋ライトヘビー級王者

### その他
- 白井寿昭 - 競馬評論家、調教師、JRA賞、最多賞金獲得調教師賞
- 長艸敏明 - 刺繍作家、着物デザイナー、三軌展文部大臣奨励賞
- 野口恒治 - チェスプレイヤー、2017年全日本チェス選手権優勝、第50代全日本チャンピオン
- 中瀬桃太郎 - YouTuber、YouTubeチャンネル(桃太郎オフィス)での総再生回数は約23億回[6]